# 小行星2607
小行星2607（2607 Yakutia）是一颗围绕太阳公转的小行星。1977年7月14日，尼古拉·切爾尼赫在克里米亚发现了此天体。
該小行星以俄羅斯的聯邦主體薩哈（雅庫特）共和國命名。
这颗小行星的绝对星等为336.1457140754294等。